# بولت (برمجية)
الرصاصة أو Bullet هو محرك فيزيائي يحاكي كشف الاصطدام وديناميكيات الجسم الصلب واللين ويتم استخدامه في الكثير من ألعاب الفيديو وكذلك للتأثيرات المرئية في الأفلام. إروين كومانز، هو مؤلف الرئيسي للمحرك، حصل على جائزة الأكاديمية العلمية والتقنية  لعمله في Bullet. عمل في شركة Sony Computer Entertainment US R&D من عام 2003 حتى عام 2010 ، لشركة AMD حتى عام 2014 ، وهو الآن يعمل في Google .
مكتبة Bullet physics هي برنامج حر ومفتوح المصدر يخضع لشروط ترخيص zlib . يتم استضافة شفرة الكود المصدرية على جيثب (GitHub) ؛ حيث كان قبل عام 2014 يتم استضافة الكود على منصة Google Code .

## المميزات
- محاكاة الجسم الصلب والجسم الناعم مع كشف الاصطدام المنفصل والمستمر
- تتضمن أشكال الاصطدام: كرة، صندوق، أسطوانة، مخروط، بدن محدب باستخدام GJK ، شبكة غير محدبة ومثلثة
- دعامة ناعمة للجسم : قماش وحبل وأشياء قابلة للتشوه
- مجموعة غنية من قيود الجسم الصلب والجسم اللين مع قيود ومحركات
- المكونات الإضافية لـ Maya وSoftimage مدمجة في Houdini وCinema 4D وLightWave 3D وBlender وGodot و Poser
- استيراد محتوى فيزياء COLLADA 1.4
- تحسينات اختيارية لـ PlayStation 3 Cell SPU و CUDA وOpenCL [6]

يستضيف موقع Bullet أيضًا منتدى الفيزياء للمناقشة العامة حول محاكاة الفيزياء للألعاب والرسوم المتحركة.
في AMD Developer Summit (APU) في نوفمبر 2013 ، قدم Erwin Coumans محاكاة Bullet 3 OpenCL Rigid Body Simulation.

## روابط خارجية
- الموقع الرسمي
- bullet3 على غيت هاب
- روابط Pybullet Python لـ Bullet ، مع دعم التعلم المعزز ومحاكاة الروبوتات